# Antoine Rigaudeau
Antoine Roger Rigaudeau (* 17. Dezember 1971 in Cholet) ist ein ehemaliger französischer Basketballspieler, der von 1987 bis 2005 aktiv war.

## Karriere
Bis 1995 spielte Rigaudeau für seinen Heimatverein Cholet Basket, anschließend stand er für zwei Jahre bei EB Pau-Orthez unter Vertrag. Insgesamt fünfmal wurde er zum wertvollsten Spieler der französischen Liga gewählt, das erste Mal bereits mit 19 Jahren, außerdem gewann er 1996 die französische Meisterschaft. Seine erfolgreichste Zeit hatte Rigaudeau mit Virtus Bologna, wo er zweimal italienischer Meister (1998, 2001) sowie dreimal Pokalsieger (1999, 2001, 2002) wurde und je einen Sieg im zur jeweiligen Zeit höchsten Europapokal (1998 im Landesmeisterpokal, 2001 in der Euroleague) errang. 2003 wechselte Rigaudeau in die NBA zu den Dallas Mavericks, wo er aber nur zu einigen Kurzeinsätzen kam. Nachdem er kurzzeitig bei den Golden State Warriors unter Vertrag gestanden hatte, spielte er zuletzt zwei Jahre lang für Valencia BC.
Rigaudeau war von 1990 bis 2001 Spieler der französischen Nationalmannschaft und nahm mit ihr an vier Europameisterschaften (1991, 1993, 1995, 1999) teil. Sein größter Erfolg war jedoch der Gewinn der Silbermedaille bei den Olympischen Spielen 2000. Bei der EM 1999 und den Spielen 2000 war er jeweils bester Korbschütze der Mannschaft gewesen. Im folgenden Jahr trat Rigaudeau aus der Nationalmannschaft aus, kehrte jedoch zur Europameisterschaft 2005 zurück und gewann dort als Mannschaftskapitän mit Frankreich die Bronzemedaille. Danach beendete er seine Karriere nach 127 Spielen, in denen er 1506 Punkte erzielt hatte, endgültig.
Rigaudeau erwarb Anteile an der Hauptstadtmannschaft Paris Basket Racing, von 2006 bis 2008 war er Vizepräsident des Nachfolgevereins Paris-Levallois, Anfang Juni 2015 wurde Rigaudeau Cheftrainer des Erstligisten, trat aber bereits Ende Dezember desselben Jahres aus persönlichen Gründen von dem Amt zurück. Er ließ sich in Spanien nieder und beteiligte sich als Geschäftsmann an verschiedenen Unternehmen, unter anderem in den Bereichen Immobilie und Sport.